# Ложечниця арктична
Ложечниця арктична[джерело?] (Cochleária árctica) — рід трав'янистих рослин родини капустяні (Brassicaceae). Інші назви «гіркий крес», «ложечниця ленська», народні назви — варуха, ложковий хрін, морський салат, цинготна трава.

## Опис
Дворічна рослина 7-40 см заввишки з численними пагонами до 20 см завдовжки, розгалуженими у верхній частині. Прикореневі листя черешкові, лопатчасті, довгасто-овальні або овальні, пластинка з округлою або ниркоподібною основою чи поступово звужена в черешок. Стеблові листки довгасті або овальні, сидячі або звужені в короткий черешок, цілокраї або зубчасті, верхні — з серцеподібною основою.
Пелюсток 4, вони білі, завдовжки 3,4-4 мм. Квітконоси при плодах 0,3-0,8 см завдовжки. Тичинок 6, товкач з верхньою зав'яззю з двох зрощених плодолистків. Квітки зібрані на верхівці стебла і гілок в суцвіття-кисті. Цвітіння в червні — липні. Плід — еліптичний стручок 5-7 мм довжиною на довгих плодоніжках, з коричневими насінням. Розмножується насінням.
У перший рік утворюється розетка, на другий рік рослина може рясно цвісти і плодоносити; весь цикл розвитку від весняного відростання до обсіменіння триває 2,5 місяці.
Надземна частина містить до цвітіння 0,3-1,17 % ефірної олії (на суху масу). Свіжа трава містить ефірну олію з сильним їдким або гострим гірчичним запахом, містить 130—210 мг% аскорбінової кислоти, 0,3 % алкалоїдів, 87-98 % бутил-гірчичної олії, невелику кількість лимонена, рафанола.

## Розповсюдження
Поширена на узбережжі Північного Льодовитого океану, у тундрі, на піщаних місцях і схилах в Арктиці, Балтиці, на Камчатці, Командорських островах. Зрідка культивується як овочева рослина на півночі Росії.

## Застосування
Свіжу зелень використовують як пряно-смакову приправу, солять на зиму.
З лікувальною метою використовуються прикореневі листя і трава (стебла, листя, квітки), яку заготовлюють у травні-липні. Має протизапальну, ранозагоювальну, сечогінну, протицингового, потогінну, вітрогінну, протиглистову дію.
Настій трави і свіжий сік застосовуються при лікуванні цинги, паралічів, корости, шкірних хвороб з висипом, що супроводжуються свербежом, захворюваннях шлунково-кишкового тракту, дихальних шляхів, подагрі, ревматизмі, циститі, при гінекологічних захворюваннях, затримці менструації, гарячці, як проносне при запорах; використовують при різних захворюваннях сечової системи.
Раніше в Скандинавії солону рослину брали бочками на кораблі, щоб попередити цингу. У гомеопатії і народній медицині застосовують при ожирінні, розладі травлення, дерматитах. У надземної частини до 0,3 % алкалоїдів, один з яких знижує кров'яний тиск.